# ريك كامب
ريك كامب (بالإنجليزية: Rick Camp) هو لاعب كرة قاعدة أمريكي، ولد في 10 يونيو 1952 في تريون في الولايات المتحدة، وتوفي في 25 أبريل 2013 في Rydal, Georgia ‏ في الولايات المتحدة.

## وصلات خارجية
- ريك كامب على موقع دوري كرة القاعدة الرئيسي (الإنجليزية)
- ريك كامب على موقعبيزبول رفرنس.كوم (الدوري الرئيسي) (الإنجليزية)
- ريك كامب على موقعبيزبول رفرنس.كوم (الدوري الثانوي) (الإنجليزية)